# Отворено првенство Прага у тенису
Отворено првенство Прага био је један од женских професионалних турнира који се играо у Прагу у Чешкој републици. Турнир је IV категорије са наградним фондом од 145.000 долара. Игра се на отвореном са земљаном подлогом.
Први турнир је одржан 1992. године. Одржавао се сваке године до 1999. и после паузе до 2005. почео под именом ЕЦМ Праг опен. Игра се сваке године почетком маја.
Наградни фонд турнира износи 145.000 $.
Следећа табела даје преглед награда и рејтинг бодова који се могу добити на овом турниру.
| Пласман              | новчана награда $ | рејтинг бодови | новчана награда $ | рејтинг бодови |
| Пласман              | појединачно       | појединачно    | у игри парова     |                |
| победник             | 22.900            | 95             | 6.750             | 95             |
| финалиста            | 12.345            | 67             | 3.640             | 67             |
| полуфуналисти        | 6.650             | 43             | 1.960             | 43             |
| четвртфиналисти      | 3.580             | 24             | 1.050             | 24             |
| 2. коло              | 1.925             | 12             | -                 | -              |
| 1. коло              | 1.035             | 1              | 565               | 1              |
| победник кв. 3. коло | 555               | 5,5            | 0                 | 6,25           |
| поражена кв. 3. коло | 555               | 3,5            | -                 | -              |
| Квал. 2. коло        | 300               | 2              | -                 | -              |
| Квал. 1. коло        | 175               | 1              | -                 | -              |

Године 2009. после реорганизације такмичења и новог рангирања ВТА турнира, турнир уместо дотадашње IV категорије постаје Међународни са наградним фондом од 220.000 долара. Самим тим повећане су награде, као и рејтинг бодова који се могу добити на овом турниру. То сада изгледа овако:
| Пласман              | новчана награда $ | рејтинг бодови | новчана награда $ | рејтинг бодови |
| Пласман              | појединачно       | појединачно    | у игри парова     |                |
| победник             | 37.000            | 280            | 11.000            | 280            |
| финалиста            | 19.000            | 200            | 5.750             | 200            |
| полуфуналисти        | 10.200            | 130            | 3.100             | 130            |
| четвртфиналисти      | 5.340             | 70             | 1.650             | 70             |
| 2. коло              | 2.950             | 30             | -                 | -              |
| 1. коло              | 1.725             | 1              | 860               | 1              |
| победник кв. 3. коло | -                 | 16             | -                 | 16             |
| поражена кв. 3. коло | 860               | 10             | -                 | -              |
| Квал. 2. коло        | 460               | 6              | -                 | -              |
| Квал. 1. коло        | 265               | 1              | -                 | -              |

Победник првог турнира 2005. је била рускиња Динара Сафина

## Победници

### Појединачно
| Година | Победник               | Финалист                         | Резултат      |
| 2005   | Динара Сафина Русија   | Зузана Ондрашкова Чешка          | 6–3, 6–2      |
| 2006   | Шахар Пер Израел       | Саманта Стосур Аустралија        | 4–6, 6–2, 6–1 |
| 2007   | Акико Моригами Јапан   | Марион Бартоли Француска         | 6–1, 6–3      |
| 2008   | Вера Звонарјова Русија | Викторија Азаренка Белорусија    | 7–6(2), 6–2   |
| 2009   | Сибила Бамер Аустрија  | Франческа Скијавоне Италија      | 7–6(4), 6–2   |
| 2010   | Агнеш Савај Мађарска   | Барбора Захлавова-Стрицова Чешка | 6-2, 1-6, 6–2 |
| 2011   | Луција Храдецка Чешка  | Паула Ормачеа Аргентина          | 4-6, 6-3, 6-2 |

### Парови
| Година | Победници                                          | Финалисти                                                | Резултат         |
| 2005   | Емил Лоа Француска · Никол Прат Аустралија         | Барбара Стрикова Чешка · Јелена Костанић Хрватска        | 6–7, 6–4, 6–4    |
| 2006   | Марион Бартоли Француска · Шахар Пер Израел        | Ешли Харклроуд · Бетани Матек Сједињене Државе           | 6–4, 6–4         |
| 2007   | Петра Цетковска · Андреа Хлавачкова Чешка          | Чумнеј Ђи Кина · Шенгнан Сун Кина                        | 7–6(7), 6–2      |
| 2008   | Андреа Хлавачкова · Луција Храдецка Чешка          | Џил Крејбас Сједињене Државе · Михаела Крајчек Холандија | 1–6, 6–3, 10–6   |
| 2009   | Аљона Бондаренко · Катерина Бондаренко Украјина    | Ивета Бенешова · Барбора Захлавова-Стрицова Чешка        | 6–1, 6-2         |
| 2010   | Тимеа Бачински Швајцарска · Татјана Гарбин Италија | Моника Никулеску Румунија · Агнеш Савај Мађарска         | 7-5, 7-6(4)      |
| 2011   | Дарија Кустова Белорусија · Арина Родионова Русија | Олга Савчук · Лесја Цуренко Украјина                     | 2–6, 6–1, [10–7] |